# アメリカ合衆国の首相
アメリカ合衆国の首相（アメリカがっしゅうこくのしゅしょう、Prime Minister of the United States）は、アメリカ合衆国の時の政権における陰の実力者のことをあえて「首相」と呼ぶものである。大統領制をとるアメリカでは、大統領が国家元首と行政府の長を兼ねるため、首相という役職は実際には存在しない。

## 概説

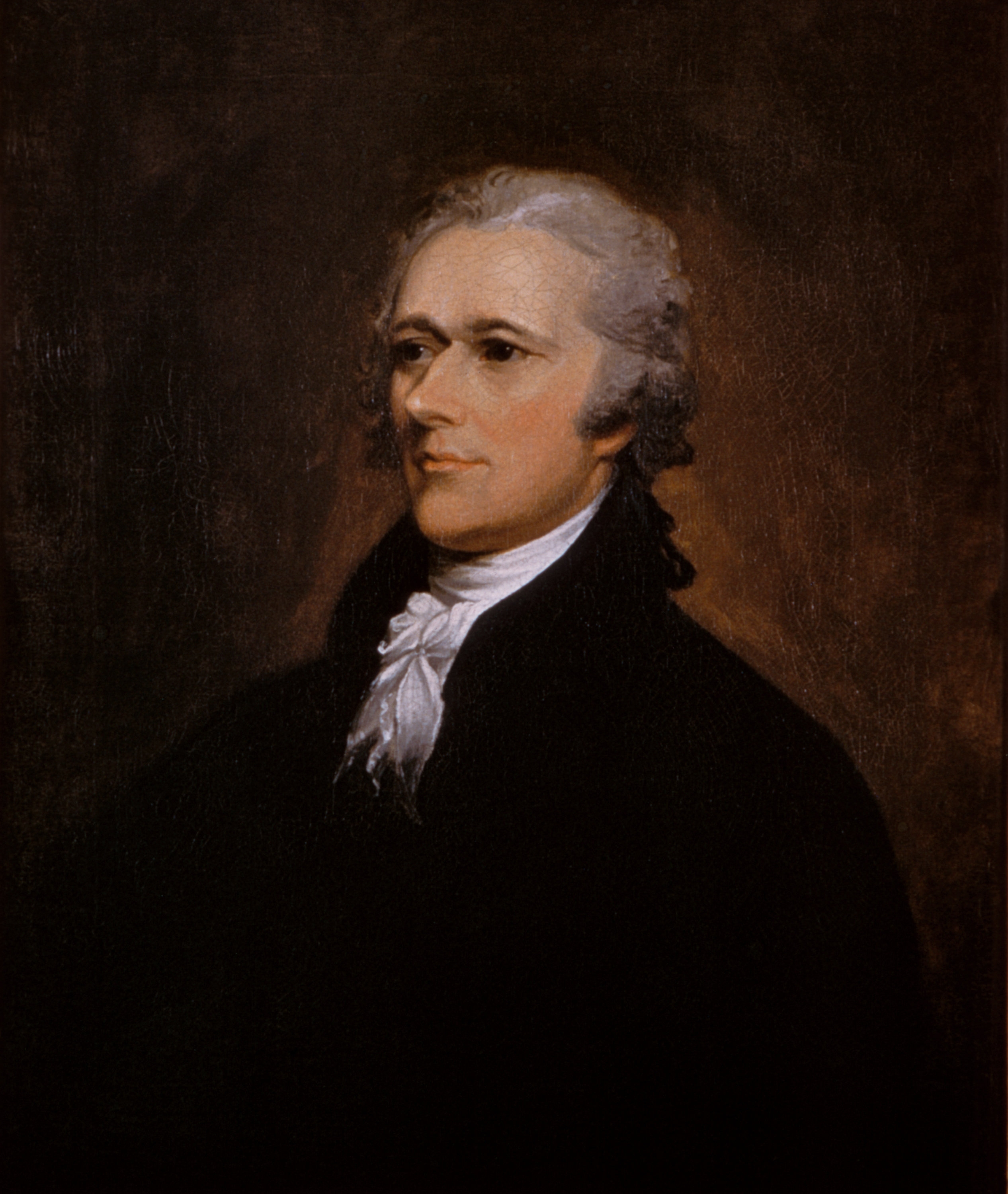
アレクサンダー・ハミルトン

アメリカ独立戦争の間から終戦後にかけて、多くのアメリカ人は政府を欺瞞的、あるいは信用できないと見ていた。一方、イギリスの政治の仕組みは専制的であると考えられていた。国王ジョージ3世の周りの人物、すなわち首相は政治的腐敗を経て完全な支配を成し遂げたと考えられていた。また、国王の周りの人物はイギリスの財政の仕組みを使って、かつて平衡がとれていた政治の仕組みを破壊したとも一般に信じられていた。ジョージ・ワシントンが大統領に在任中、財務長官のアレクサンダー・ハミルトンは第一アメリカ合衆国銀行を設立したが、その際に強い抵抗に遭うことになった。『ナショナル・ガゼット』紙はハミルトンが「首相」のように動いていると述べ、ハミルトンによる財政の仕組みの操作は共和国の破綻に繋がると主張した。
「首相」という呼び方は、実質的な影響力を行使しているアメリカの政治家に対して使われることがあった。「首相」という渾名は、政治評論家、内部関係者、あるいは報道関係者によって比喩的に使われるのであって、正式には存在しない。「合衆国首相」の肩書きは18世紀のオスマン帝国の高官のような者を仄めかすために使われる、つまり王座の陰の権力とか影響力ある忠告者であり、議会政治の選挙で選ばれた首相とは対極をなすものである。

## 「アメリカの首相」と呼ばれた事例

### チャールズ・トムソン

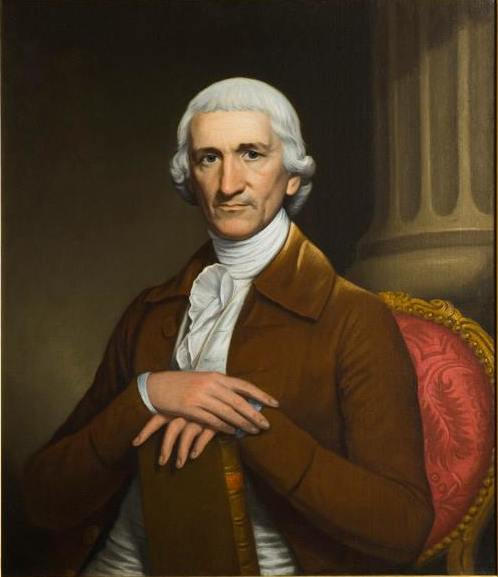
チャールズ・トムソン

1977年の「歴史と伝記に関するペンシルベニアの雑誌」Vol. CI (101)では、フレッド・S・ローレイターがチャールズ・トムソンをある種アメリカ合衆国の「首相」と見なした。トムソンは、代議員の入れ替わりが激しかった大陸会議の全期間（1774年から1789年まで）に亘って、書記官（secretary）として精勤し、議事録を残した。トムソンの場合は大陸会議の生き字引的存在であったために、隠然たる「首相」のような権威がついた例である。

### ディック・チェイニー

ディック・チェイニー

ジョージ・W・ブッシュ大統領のもとで2期8年間副大統領を務めたディック・チェイニーは、ワシントンでの豊富な経験を活かしてブッシュ政権におけるイラク侵攻の決定や、その他の主要な外交政策の決定において大きな役割を果たした。アメリカ合衆国史上最強の副大統領とされ、強大な影響力と権力を持ったチェイニーは首相に見立てられた。

### アメリカ合衆国下院議長
アメリカ合衆国下院議長は、下院議員によって直接選ばれる、儀礼上も最高位にある議員である。下院議長と大統領はしばしば異なる党派に属することがあり、その場合は対立関係にありながら政治的共生を行うことになる。下院議長（および上院が野党多数の場合は、上院の多数派院内総務）は野党の指導者であり、その党派の象徴的存在として見られることになり、大統領の政治的課題に対する党派的抵抗のまさに具現化である。アメリカ合衆国の下院議長は、他の国の議長に比べてはるかに政治的に活動的な存在である。アメリカの歴史の中で、議長であることは国の政治を行っていく上での重要な役割を占めることを意味してきた。
下院における多数派の指導者は、カナダやイギリスのような国の首相の位置付けと実際によく似ている。カナダやイギリスでは、多数派の指導者が首相になり政務を行うのに対し、議長はより儀礼的な役割である。

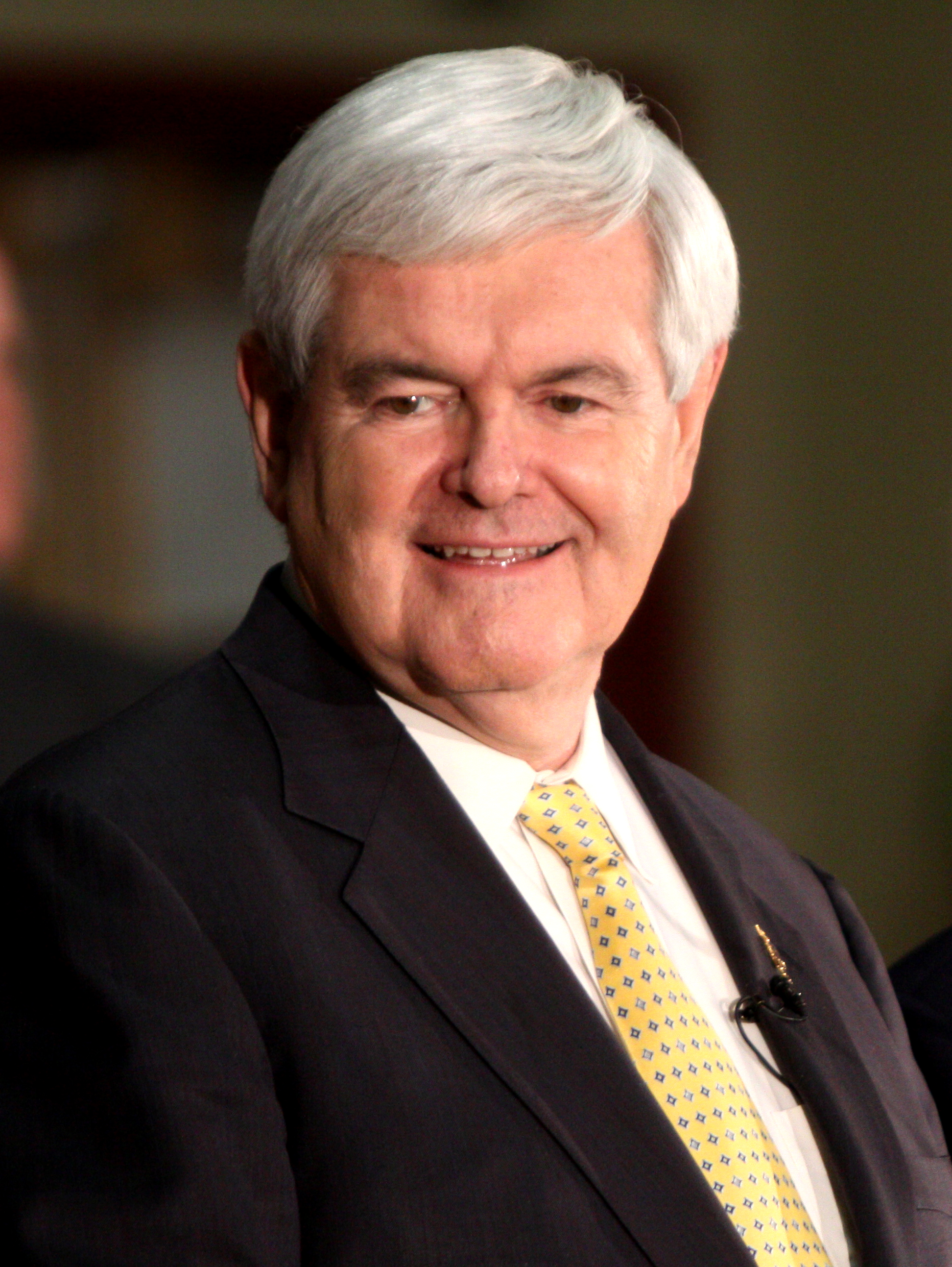
ニュート・ギングリッチ

19世紀、アンドリュー・ジョンソン大統領の弾劾に続く期間、アメリカの大統領制（既に前任者のエイブラハム・リンカーンの暗殺によって揺れ動いていた）が受けたと考えられる逆境にあって、ワシントンD.C.に基盤を置く学界や外交官、さらに上院の指導者たちによって、大統領制から議院内閣制に移行し、下院議長が大統領を脇に追いやって事実上の首相になる案が議論された。大統領は名目上国事行為を遂行する長となり、法的に遂行する権威は引き続き与えられるが、政策立案と政府の長としての役割は実質的に議長に渡されるというものだった。実際にこの権力委譲は19世紀後半と20世紀初めにはある程度起こった。セオドア・ルーズベルトとその後のフランクリン・ルーズベルトは、それぞれの前任者が強い議会に従順であったのに比べて、多数派支配から大統領主導へ権力構造を戻した者と見なされている。
下院議長が「首相」と呼ばれた近年の例としては、クリントン政権下のニュート・ギングリッチがある。

### 大統領首席補佐官

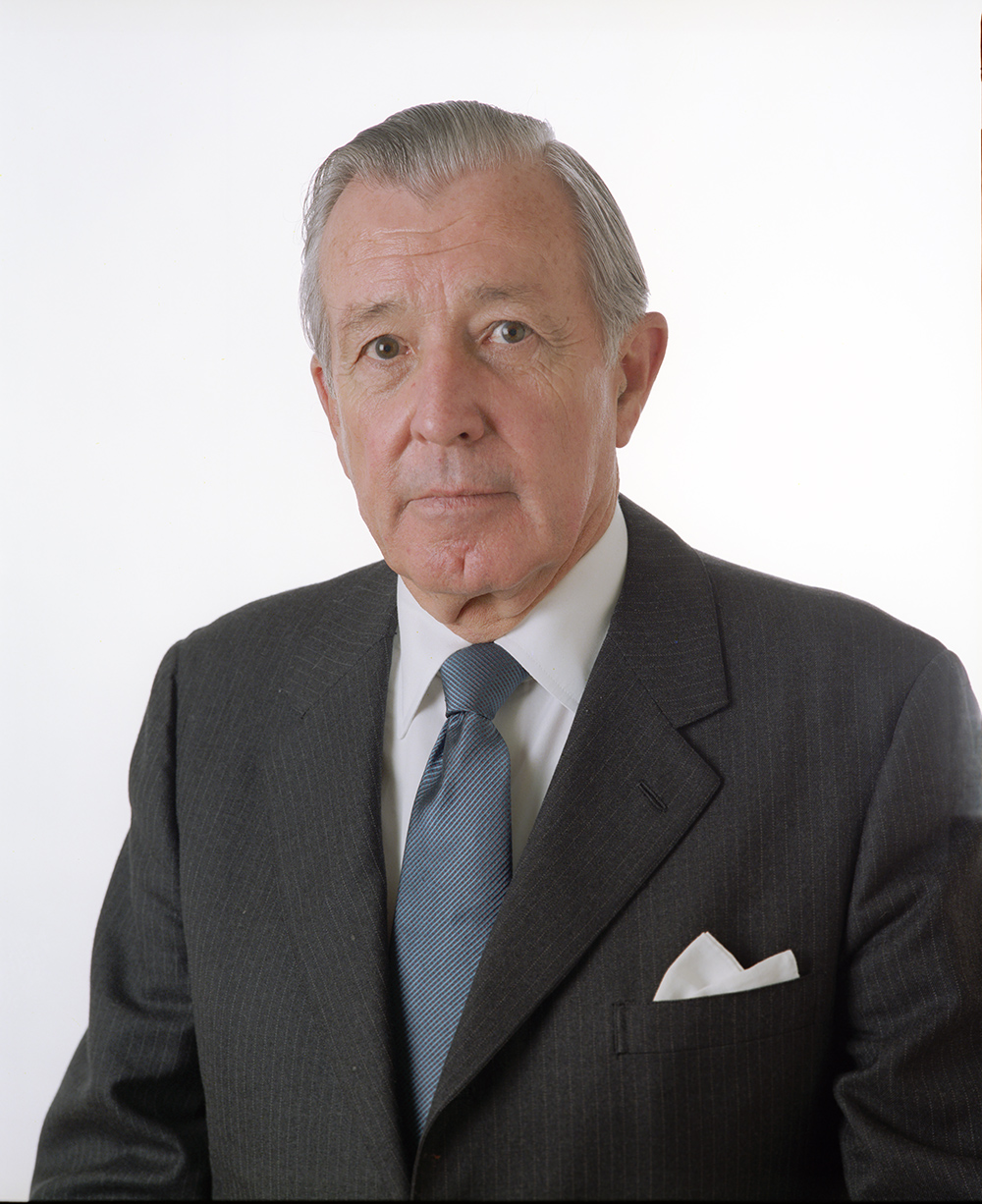
ドナルド・リーガン

大統領を補佐する者として、大統領首席補佐官は大統領に個人的に政治的助言を行う最も密接な者となることが多い。大統領首席補佐官は日々ホワイトハウスが機能して行くように、組織の役職を提案したり、多くの職員に指示したりする官僚でもある。大統領首席補佐官がどの程度実行権限を持つかは、大統領が日常的政治事項をどの程度任せるか、あるいは自分の仕事とするかによる。
精力的に活動した大統領首席補佐官の例としては、ロナルド・レーガン政権のドナルド・リーガンと、リチャード・ニクソン政権のアレクサンダー・ヘイグが挙げられる。レーガンの最後の大統領首席補佐官、ハワード・ベーカーは、ホワイトハウスの陰の実力者と認識されることを嫌い、帝王的大統領制の傾向が強まっていると見なされる兆候がある中で、大統領首席補佐官を「首相」と考えることの非を唱えた。帝王的大統領制についてはアーサー・シュレジンジャーの著書を参照。

### 国務長官

「ホワイトハウスを掌握しているのはこの私だ」
レーガン暗殺未遂事件直後に記者会見するアレクサンダー・ヘイグ国務長官（1981年3月30日）

19世紀、アメリカ合衆国国務長官は閣僚の中でも最高位にある者として、場合によって、特にヨーロッパ側から見て「首相」と呼ばれることがあった。例えばアレクシス・ド・トクビルの旅行仲間グスタフ・ド・ボーモンは、当時の国務長官エドワード・リビングストンを「アメリカ合衆国の首相」と呼んだ。
1981年3月30日、就任早々のレーガン大統領に対する暗殺未遂事件が起こり、大統領が胸部に被弾して病院に緊急搬送、一時はその安否が不明になるという事態が発生した。前述のアレクサンダー・ヘイグはこのとき国務長官だったが、事件直後にヘイグは報道官を差し置いてホワイトハウスで記者会見を行い、現在は誰が全権を掌握しているのかという記者の質問に対して、「憲法上は副大統領がおり、その次に国務長官がいる。もし大統領が副大統領への権限移譲を望むなら、我々はすみやかにそれを行う。しかし（ブッシュ副大統領が旅行中で不在の）現在において、ホワイトハウスを掌握しているのはこの私だ」と発言して物議をかもした。憲法上、確かに大統領権限の継承順位第1位は副大統領であるが、その次は下院議長、その次は上院仮議長であり、国務長官は第4位にすぎないからである。この「出過ぎた真似」が各方面からの不興を買い、さしもの “ヘイグ首相” も1年半後には辞任に追い込まれることになった。

## 使用例
- リー・ハーヴェイ・オズワルドはその妻に二人の子供は合衆国の首相になると告げた。